# Hylaeus magrettii
Hylaeus magrettii is een vliesvleugelig insect uit de familie Colletidae. De wetenschappelijke naam van de soort is voor het eerst geldig gepubliceerd in 1892 door Vachal.